# Yesterday's Men
Yesterday's Men è un singolo del gruppo musicale britannico Madness, pubblicato nel 1985 ed estratto dall'album Mad Not Mad.

## Tracce
7"
1. Yesterday's Men – 4:07
2. All I Knew – 3:07

12"
1. Yesterday's Men (Extended Version) – 8:05
2. All I Knew – 3:07
3. Yesterday's Men (Demo Version) – 3:33